# 朱先
朱先，字後之，號師復，浙江承宣布政使司嘉興府嘉興縣（今浙江省嘉興市）人，明朝军事將領。
早年武舉出身，跟隨戚繼光出戰，擔任薊鎮南兵營參將，遷任狼山副總兵。後數為廣東、福建總兵官。胡宗憲亦仰賴，朱先之後因功授都司。當時御史調查福建巡撫王詢侵軍費案，要求朱先作證，朱先稱自己是王詢部將，不敢誣賴上司。被御史彈劾論死罪，八年后才被昭雪。萬曆年間，起用圜山把總，后因年老辭職歸鄉。